# Alignements von Palaggiu
Die Alignements von Palaggiu (auch Paddadiu oder Pagliaiu) liegen nahe der Straße D48 von Sartène nach Tizzano im Département Corse-du-Sud auf Korsika. Hier findet sich die größte erhaltene Ansammlung von Menhirreihen im Mittelmeerraum.
258 Monolithe wurden zwischen 1964 und 1968 durch Roger Grosjean (1920–1975) ausgegraben. Es handelt sich um 76 frühanthropomorphe Menhire (entstanden zwischen 1900 und 1400 v. Chr.), sechs anthropomorphe Menhire der bronzezeitlichen Torreaner und drei Stelen (1600–1000 Chr.). Der Rest sind aufgrund der Verwitterung nicht näher zu bestimmende Steine.

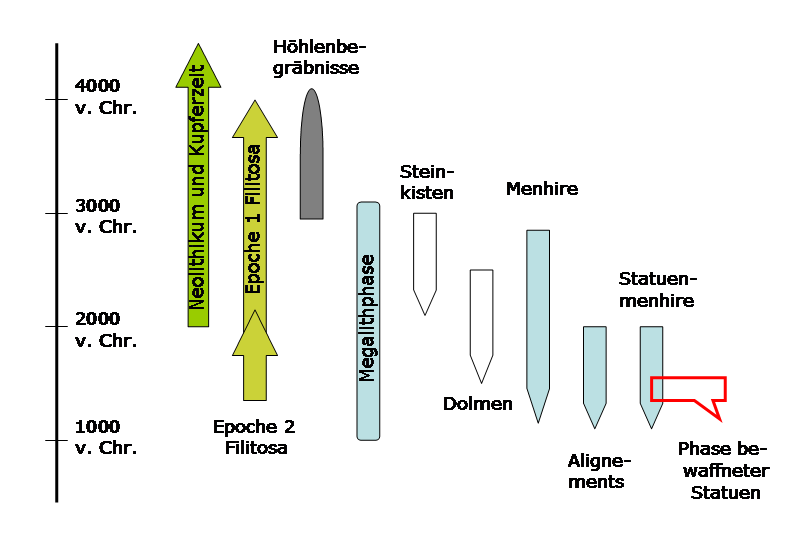
Zeitstellung korsischer Megalithen

Die Alignements bestehen aus sieben Gruppen von Doppelreihen, deren Achsen bis auf eine Ausnahme in Nord-Süd-Richtung verlaufen. Die Steine sind mit der Bildseite nach Osten ausgerichtet. Die viel kleinere westliche Steinreihe ist rechtwinklig dazu angeordnet, was Grosjean dadurch zu erklären sucht, dass diese unvollkommen bearbeiteten Menhire als Vorratslager oder als Lager für ausgemusterte Steine gedient haben. Andererseits ist nur von dieser Stelle die Montagne de Cagna mit dem Omu di Cagna (einem spektakulären Wackelstein) zu sehen. Am Rande der Fundstätte liegen fünf Steinkisten (franz. Coffre), zum Teil mit Gravierungen, von denen vier geplündert und zerstört wurden. Die fünfte liegt einige Meter von der nördlichen Gruppe der Alignements in einem Felsblockchaos. Die drei Stelen sind neben dem Statuenmenhir „Filitosa V“ und dem von „Cauria IV“ die einzigen, auf denen Schwert und Dolch dargestellt sind. Hier findet sich allerdings keine skulptierte Darstellung, sondern nur gravierte Details, weshalb Grosjean sie im Unterschied zu den „Statues-menhirs“ als „Statues-steles“ bezeichnet.

## Theorie von Roger Grosjean
R. Grosjean ordnet die drei Stelen trotz ihrer primitiveren Darstellung der Endphase der korsischen Megalithkultur zu. Er stellt auch fest, dass die auf den Stelen eingravierten Waffen nicht mit denen übereinstimmen, die in der einzigen weitgehend erhaltenen Steinkiste der korsischen Megalither gefunden wurden. Er vermutet daher, dass die Künstler wegen des zu Ende gehenden Krieges gegen die Torreaner nicht mehr das Bedürfnis verspürten, ein genaues Abbild des Gegners darzustellen. Darin sieht Grosjean auch einen Beleg für seine umstrittene Theorie, dass die Megalither in den Statuen und Stelen ein Abbild ihrer Feinde herstellten und die Wut der Torreaner über die Darstellungen zur Zerstörung der Bildnisse führte.